# Severnoevropsko nižavje
Severnoevropsko nižavje (nemško: Norddeutsches Tiefland – Severnonemška nižina; Mitteleuropäische Tiefebene; poljsko: Nizina Środkowoeuropejska – Srednjeevropska nižina; dansko: Nordeuropæiske Lavland in nizozemsko: Noord-Europese Laagvlakte; francosko: Plaine d'Europe du Nord) je geomorfološka regija v Evropi, ki pokriva celotno Belgijo, Nizozemsko, severno Nemčijo, Dansko in severno Poljsko.
Sestavljajo jo nizke ravnice med hercinsko Evropo (Srednjeevropsko višavje) na jugu in obalami Severnega in Baltskega morja na severu. Ti dve morji sta ločeni s polotokom Jutlandija (Danska). Severnoevropsko nižavje je povezano z Vzhodnoevropskim nižavjem in skupaj tvorita večino Velikega evropskega nižavja.

## Geografija
Severnoevropsko nižavje tvori obsežno, pretežno ravno pokrajinsko območje v Evropi. Razteza se od zahoda proti vzhodu od nižavja severne Francije in Belgije skozi Nizozemsko, severno Nemčijo, Dansko in skoraj celotno Poljsko ter se združi z nižavji Belorusije, baltskih držav in evropske Rusije. Na severu ravnino omejujejo obale Severnega in Baltskega morja; na jugu se združi v sredogorje (hercinska Evropa) in naprej proti vzhodu v Karpate. Celotna regija je na splošno ravna do rahlo valovita in prekrita z usedlinami pleistocenskih ledenikov. Kaže le majhne višinske razlike: velika večina leži pod 200 m nadmorske višine.
Geološko je to depresija na robu vzhodnoevropske platforme, ki je bila v pleistocenu večkrat poledenena. Mogočni ledeniki zadnjih ledenih dob so odložili plast morenskega materiala, peska in drugih rahlih usedlin, debelo do nekaj sto metrov. Pokrajina nižavja je zato tipično ledeniška: končne morene označujejo nekdanje ledeniške robove v lokih čez severno Nemčijo in Poljsko vse do Belorusije. Med temi končnimi morenami ležijo podolgovate ledeniške doline, skozi katere je nekoč proti zahodu tekla talina – na primer Varšavsko-berlinska ledeniška dolina ali Thorn-Eberswalde. V teh širokih, večinoma ravnih kanalih in kotlinah taline so se zaradi slabe drenaže na mnogih mestih oblikovala mokrišča in barja. Za dele obale Severnega morja so značilni tudi široki močvirni pasovi, ki so nastali iz usedlin sedimentov pod vplivom plimovanja. Značilne so tudi obsežne puhličaste odeje na južnih robovih nižavja (zlasti v prehodnem pasu v nizka gorovja in kotlinske pokrajine). Te rodovitne puhličaste ravnice – kot je Magdeburška ravnica na severnem robu gorovja Harz – sodijo med najbolj produktivna obdelovalna zemljišča v srednji Evropi.
Podnebno regija spada v zmerni pas in tvori izrazito prehodno območje med oceansko-morskim podnebjem zahodne Evrope in celinskim podnebjem vzhodne Evrope. Na zahodne strani nižavja vplivajo vlažne atlantske zračne mase, kar ima za posledico mile zime, zmerno topla poletja in zadostne padavine skozi vse leto. Proti vzhodu se vpliv morja zmanjšuje: letni časi tam kažejo močnejše temperaturne kontraste, z bolj vročimi poletji in včasih zelo hladnimi zimami; poleg tega so padavine vse bolj koncentrirane v toplih mesecih. Na splošno so zahodni deli države (npr. Beneluks, severna Nemčija) bolj vlažni in zeleni, medtem ko imajo vzhodni deli nižavja bolj suho in celinsko podnebje, kjer je kmetijstvo bolj zahtevno.

## Rastlinstvo in živalstvo
Srednjeevropska nižina bi bila potencialno skoraj v celoti prekrita z zmernimi listnatimi gozdovi. Pravzaprav je bila do srednjega veka za nižino značilna obsežna mešanica gozdov, v katerih so prevladovali hrast, brest, jesen, lipa in javor. Danes so ostali le ostanki tega prvotnega gozda, saj se obsežno krčenje za naselja in polja izvaja že stoletja. Današnja gozdna območja so večinoma majhni gozdovi ali projekti pogozdovanja; obsežni pragozdovi obstajajo le v izjemnih primerih na oddaljenih lokacijah (npr. deli Beloveškega pragozda na poljsko-beloruski meji). V severnih delih nižine listnati gozdovi postopoma prehajajo v iglaste gozdove (predvsem bor in smreka), včasih v obliki mešanih gozdov. Na obalnih območjih so tudi močvirja z rastlinjem, ki prenaša sol, pa tudi območja resja in bora na peščenih tleh (npr. Lüneburška resava). Jugovzhodni deli nižavja prehajajo v stepsko območje proti Rusiji in Ukrajini. Tukaj prevladujejo neokrnjena travišča, ki rastejo na černozjomskih tleh, bogatih s hranili, zaradi česar je Ukrajina žitnica Evrope.
Favna nižavja na splošno vključuje vrste, značilne za Srednjo Evropo, vendar se je zaradi goste poselitve močno zmanjšala. Večji sesalci, kot so los, volk in zober, so bili nekoč razširjeni v prostranih gozdovih in odprtih pokrajinah, vendar so bili do začetka 20. stoletja skoraj izumrli. Nekatere od teh vrst so bile ponovno uvedene v rezervate (na primer, zober zdaj spet živi v divjini v narodnem parku Białowieża). Trenutno so v obdelani krajini pogosti jeleni, divja svinja, lisica in manjši sesalci. Mokrišča in obale so dom raznolikih populacij ptic (npr. žerjavi, štorklje in pobrežniki) in dvoživk. Na splošno pa je približno 15 % avtohtonih živalskih vrst v Evropi zdaj ogroženih z izumrtjem, predvsem zaradi izgube habitata, onesnaževanja okolja in invazivnih vrst. Tudi prvotna flora je pod vplivom človeka doživela znatne spremembe. Skoraj vsi travniki, pašniki in polja v nižavju so antropogeni; marsikje so vneseni pridelki in neofiti izpodrinili naravno vegetacijo. Tako so se prej obsežni gozdovi, razen majhnih ostankov, umaknili kmetijski rabi.
Nekatera dragocena naravna območja so zdaj zaščitena (narodni park in biosferni rezervat), kot so Mazurska jezerska in gozdna območja na Poljskem ali barjanske in poplavne pokrajine v delti Donave (na prehodu v vzhodnoevropsko nižavje). Na splošno se srednjeevropsko nižavje danes predstavlja predvsem kot obdelana pokrajina s polji, naselji in gospodarjenimi gozdnimi območji.

## Reke
Glavna rečna porečja od zahoda proti vzhodu so: Ems, Weser, Laba, Odra, Visla in v spodnjem toku reka Ren.
Tla, ki obdajajo porečja, so tanka, kar otežuje kmetijstvo.

## Geopolitični in gospodarski pomen
Ravne, neovirane nižine so imele pomemben vpliv na poselitev in gospodarsko zgodovino Evrope. Že v prazgodovini so ljudje izkoriščali rodovitna tla in lahke prometne poti na ravnini. V neolitiku so bila prva kmetijska naselja skoncentrirana predvsem na lahko obdelovalnih, s puhlico pokritih območjih na južnem robu nižavja – tam so se lahko ukvarjali s kmetijstvom z uporabo preprostega lesenega orodja. Težja, glinena tla gozdnatih območij v nižavju pa so bila intenzivno obdelana šele veliko pozneje: šele z izumom železnega pluga z odrivno desko v zgodnjem srednjem veku (ok. 7.–8. stoletje n. št.) so lahko goste pragozdove v velikem obsegu izkrčili in izkoriščali globoka tla severnonemškega in poljskega nižavja. Posledično so v srednjem veku na prej gozdnatih zemljiščih nastale številne vasi in obdelovalna zemljišča.[1][3]
Z inovacijami v kmetijstvu, kot sta sistem treh polj in povečana uporaba konj, so se donosi povečali – nižavje se je razvilo v osnovno območje za srednjeveško kmetijstvo in omogočilo rast mest. Mnoga od teh mest (kot je Berlin) so v nižavjih večjih rek in so imela koristi od povezav s plovnimi rekami. Gosta mreža rek (npr. Ren, Laba, Odra in Visla) prečka ravnino in je vedno zagotavljala prometne poti za trgovino in promet. V 19. stoletju so bili zgrajeni tudi umetni kanali, ki so povezali te rečne sisteme v smeri zahod-vzhod in dodatno olajšali izmenjavo blaga. Odprta pokrajina je bila ugodna tudi za gradnjo ravnih cest in železniških prog, kar je že v 19. stoletju privedlo do nastanka pomembnih železniških in trgovskih koridorjev (npr. Pariz–Berlin–Varšava). Danes so v regiji pomembna gospodarska in politična središča, kot so Flandrija, regija Randstad, regija Porenje-Ruhr, Hamburg, Berlin, København in Varšava.
Zgodovinsko gledano pa ravnina ni bila le prometno središče, temveč tudi območje konfliktov. Brez naravnih ovir je ponujala napadalnim vojskam in vojskam sorazmerno enostaven prehod. Številni vojaški spopadi so se odvijali tukaj ali pa so se odvijali čez nižine: primeri so mongolske invazije na Srednjo Evropo v 13. stoletju, Napoleonova invazija leta 1812, ki je napredovala globoko v Rusijo čez severnonemško in poljsko nižavje ali Hitlerjeva invazija na Sovjetsko zvezo leta 1941, ki je prav tako večinoma potekala čez nižavje. Nasprotno pa je Rdeča armada v letih 1944/45 nižavje uporabila za svojo ofenzivo proti zahodu. Geostrateško velja odsek med Baltskim morjem in Karpati – torej severna Srednja Evropa – za posebej občutljivo Ahilovo peto tako za Zahodno Evropo kot za Rusijo.